# Dirk de Zee
Dirk de Zee (Deinum, 8 april 1904 - Heerenveen, 13 juli 1985) was een Nederlands politicus.

## Loopbaan
De Zee was een zoon van de Friese schrijver Sjouke de Zee. Hij bezocht de hbs in Leeuwarden en werd vervolgens volontair bij de gemeentesecretarie van Idaarderadeel. In 1935 werd hij gemeentesecretaris in Baflo. Even na de Tweede Wereldoorlog volgde hij Willem Frederik van Spengler op als burgemeester in deze gemeente. In 1958 verruilde hij Baflo voor het Bildt. Zeven jaar later maakte hij gebruik van de vut-regeling. De Zee was van Doopsgezinde huize en politiek partijloos.
De Zee overleed op 81-jarige leeftijd.
- International Standard Name Identifier: 0000 0003 9382 9397
- Nederlandse Thesaurus van Auteursnamen: 241895456
- Virtual International Authority File: 288228136
- WorldCat: E39PBJrRgX4dv64RMpk8WPW7HC